# Pristimantis roni
Espèce
Pristimantis roni est une espèce d'amphibiens de la famille des Craugastoridae.

## Répartition
Cette espèce est endémique de la province de Morona-Santiago en Équateur. Elle se rencontre à environ 1 900 m d'altitude dans le parc national Sangay.

## Description
Les neuf spécimens adultes mâles observés lors de la description originale mesurent entre 14,6 mm et 17,5 mm de longueur standard et les six spécimens adultes femelles observés lors de la description originale mesurent entre 24,2 mm et 28,6 mm de longueur standard.

## Étymologie
Cette espèce est nommée en l'honneur de Santiago R. Ron.

## Publication originale
- Yanez-Munoz, Bejarano-Munoz, Brito-M. & Batallas-R., 2014 : Ranas terrestres de los Andes Surorientales de Ecuador II: Una nueva especie de Pristimantis verde espinosa de los bosques montanos del Parque Nacional Sangay (Anura: Craugastoridae). Avances en Ciencias e Ingenieras, Quito, Seccion B, vol. 6, p. 63–77 (texte intégral).